# أنفو سوار
أنفو سوار (بالفرنسية: Info Soir)‏ وتعني أخبار المساء هي يومية جزائرية تصدر باللغة الفرنسية.

## وصلات خارجية
- الموقع الرسمي لجريدة أنفو سوار